# Lac de Guiers 2
Ne doit pas être confondu avec Papiss Cissé.
Pour les articles homonymes, voir Cissé.
Lac De Guiers 2 est le nom d'arène de Papis Cissé, un champion de lutte sénégalaise et lutteur de l'écurie Walo .

## Biographie
Papis Cissé est né le 6 décembre 1983 à Sédhiou au Sénégal[réf. nécessaire].

## Carrière

### 2004/2005
| Année | Jour        | Lutteur         | Écurie | Adversaire     | Écurie adverse | Résultat |
| ----- | ----------- | --------------- | ------ | -------------- | -------------- | -------- |
| 2004  | 25 décembre | Lac de Guiers 2 | Walo   | Mansour Diop 2 | Diacksao       | Victoire |
| 2005  | 20 mars     | Lac de Guiers 2 | Walo   | Khadim Diallo  | Pulagou        | Victoire |
| 2005  | 30 avril    | Lac de Guiers 2 | Walo   | Batika         | Fass           | Victoire |

### 2005/2006
| Année | Jour    | Lutteur         | Écurie | Adversaire     | Écurie adverse | Résultat |
| ----- | ------- | --------------- | ------ | -------------- | -------------- | -------- |
| 2006  | 4 mars  | Lac de Guiers 2 | Walo   | Babacar Diallo | Fass           | Victoire |
| 2006  | 25 juin | Lac de Guiers 2 | Walo   | Ness           | Thiaroye / Mer | Victoire |

### 2006/2007
| Année | Jour        | Lutteur         | Écurie | Adversaire | Écurie adverse | Résultat |
| ----- | ----------- | --------------- | ------ | ---------- | -------------- | -------- |
| 2006  | 10 décembre | Lac de Guiers 2 | Walo   | Yekini Jr  | Ndakaru        | Victoire |
| 2007  | 28 janvier  | Lac de Guiers 2 | Walo   | Tapha Tine | Baol Mbollo    | Victoire |
| 2007  | 8 avril     | Lac de Guiers 2 | Walo   | Issa Pouye | Thiaroye/mer   | Victoire |
| 2007  | 28 juillet  | Lac de Guiers 2 | Walo   | Zoss       | Door Doorat    | Victoire |

Champion CLAF (championnat lutte avec frappe) 2006/2007

### 2007/2008
| Année     | Jour | Lutteur         | Écurie | Adversaire    | Écurie adverse | Résultat      |
| --------- | ---- | --------------- | ------ | ------------- | -------------- | ------------- |
| 2007-2008 |      | Lac de Guiers 2 | Walo   | Année blanche | Année blanche  | Année blanche |

### 2008/2009
| Année | Jour     | Lutteur         | Écurie | Adversaire      | Écurie adverse | Résultat     |
| ----- | -------- | --------------- | ------ | --------------- | -------------- | ------------ |
| 2009  | 1er mars | Lac de Guiers 2 | Walo   | Moustapha Gueye | Fass           | Victoire     |
| 2009  | 9 août   | Lac de Guiers 2 | Walo   | Balla Beye 2    | Haal Pulaar    | Sans verdict |

### 2009/2010
| Année | Jour       | Lutteur         | Écurie | Adversaire | Écurie adverse | Résultat  |
| ----- | ---------- | --------------- | ------ | ---------- | -------------- | --------- |
| 2010  | 28 février | Lac de Guiers 2 | Walo   | Eumeu Sène | Boul Fale      | Match Nul |

### 2010/2011
| Année | Jour    | Lutteur         | Écurie | Adversaire | Écurie adverse | Résultat  |
| ----- | ------- | --------------- | ------ | ---------- | -------------- | --------- |
| 2011  | 4 avril | Lac de Guiers 2 | Walo   | Modou Lô   | Rock Energie   | Match Nul |

### 2011/2012
| Année | Jour    | Lutteur         | Écurie | Adversaire | Écurie adverse | Résultat |
| ----- | ------- | --------------- | ------ | ---------- | -------------- | -------- |
| 2012  | 8 avril | Lac de Guiers 2 | Walo   | Eumeu Sène | Tay Shinger    | Defaite  |

### 2012/2013
| Année     | Jour | Lutteur         | Écurie | Adversaire    | Écurie adverse | Résultat      |
| --------- | ---- | --------------- | ------ | ------------- | -------------- | ------------- |
| 2012-2013 |      | Lac de Guiers 2 | Walo   | Année blanche | Année blanche  | Année blanche |

### 2013/2014
| Année     | Jour | Lutteur         | Écurie | Adversaire    | Écurie adverse | Résultat      |
| --------- | ---- | --------------- | ------ | ------------- | -------------- | ------------- |
| 2013-2014 |      | Lac de Guiers 2 | Walo   | Année blanche | Année blanche  | Année blanche |

### 2014/2015
| Année | Jour     | Lutteur         | Écurie | Adversaire | Écurie adverse | Résultat |
| ----- | -------- | --------------- | ------ | ---------- | -------------- | -------- |
| 2015  | 12 avril | Lac de Guiers 2 | Walo   | Papa Sow   | Fass           | Victoire |

### 2015/2016
| Année | Jour       | Lutteur         | Écurie | Adversaire | Écurie adverse | Résultat |
| ----- | ---------- | --------------- | ------ | ---------- | -------------- | -------- |
| 2016  | 24 juillet | Lac de Guiers 2 | Walo   | Yékini     | Ndakaru        | Victoire |

Lac de Guiers 2 restera dans l'histoire comme un des deux seuls lutteurs à avoir vaincu Yékini, la légende de la lutte sénégalaise et d'être celui qui l'a poussé à une retraite définitive.

### 2016/2017
Le 16 juillet  le combat prévu entre Lac de Guiers 2 et Modou Lô fait l'objet d'un numéro spécial de Bantamba sur 2STV
Prévu pour le 16 juillet, le combat est finalement annulé et reporté à 2018.
| Année     | Jour | Lutteur         | Écurie | Adversaire    | Écurie adverse | Résultat      |               |
| --------- | ---- | --------------- | ------ | ------------- | -------------- | ------------- | ------------- |
| 2016-2017 |      | Lac de Guiers 2 | Walo   | Année blanche | Année blanche  | Année blanche | Année blanche |

### 2017/2018
Le 16 janvier Lac de Guiers 2 fait l'objet d'un numéro spécial de Batamba sur 2STV dans le cadre de la présentation du match avec Modou Lô.
| Année | Jour       | Lutteur         | Écurie | Adversaire | Écurie adverse | Résultat |
| ----- | ---------- | --------------- | ------ | ---------- | -------------- | -------- |
| 2018  | 28 janvier | Lac de Guiers 2 | Walo   | Modou Lô   | Rock Energie   | Défaite  |

Ce combat, véritable demi-finale de la lutte sénégalaise, est gagné par Modou Lô au nombre d'avertissements.
Défaite mal acceptée par Lac de Guiers 2 qui se répandra dans la presse en propos peu amènes contre le manque d'impartialité des autorités de la lutte.
En réponse, le CNG (Comité National de Gestion) a suspendu  Lac de Guiers 2 pour un an avec interdiction d'enceinte,.
Sanction qui a été jugée disproportionnée par un grand nombre

### 2018/2019
| Année | Jour       | Lutteur         | Écurie | Adversaire  | Écurie adverse | Résultat sans verdict |
| ----- | ---------- | --------------- | ------ | ----------- | -------------- | --------------------- |
| 2019  | 13 juillet | Lac de Guiers 2 | Walo   | Boy Niang 2 |                | Victoire              |

Dans un premier temps le combat avait été déclaré nul par l'arbitre a la suite de 5 avertissements pour non combativité
Mais chacun des deux lutteurs a déposé un recours. Après visionnage des images la commission règlement et discipline a déclaré Lac de guiers 2 vainqueur son adversaire aurais concédé quatre appuis lors d'une des actions. Son adversaire a interjeter appel

### Vidéos
1. ↑  razorbad212, « lamb lutte au senegal lac de guier 2 VS tapha tine », sur youtube.com, 28 août 2007 (consulté le 7 mai 2018)
2. ↑  razorbad212, « lutte senegalaise issa pouye VS lac de guier », sur youtube.com, 28 août 2007 (consulté le 7 mai 2018)
3. ↑  Senego.com, « Le combat de Lac de Guiers 2 contre Yekini commenté par Bour Guéwél. Regardez », 24 juillet 2016 (consulté le 7 mai 2018)
4. ↑  Badoudialo, « Tapha Gueye vs Lac de Guiers 2 », 1er mars 2009 (consulté le 7 mai 2007)
5. ↑  Mame Fatou Faty, « (2vidéos) Lac de Guiers 2/Balla Bèye 2: "Baboye" conteste sa chute, la vérité par les images », PRESSAFRIK.COM , L'info dans toute sa diversité (Liberté - Professionnalisme - Crédibilité),‎ 2009 (lire en ligne, consulté le 7 mai 2018)
6. ↑  ibou ndiaye, « eumeut sene lac de guiere 2.mpg », 1er mars 2010 (consulté le 7 mai 2018)
7. ↑  GueewBi, « Video combat Modou Lô vs Lac de Guiers 2 (gueewbi.com) », 5 avril 2011 (consulté le 7 mai 2018)
8. ↑  TFM (Télé Futurs Medias), « Eumeu Sène a battu Lac de Guiers 2 dimanche au stade Demba Diop », 8 avril 2012 (consulté le 7 mai 2018)
9. ↑  Okay.africa, « Gewade (Lewato) - Lac 2 vs Papa Sow, le 12 Avril 2015 », 15 octobre 2017 (consulté le 7 mai 2018)
10. ↑  Luttetv.com, « Intégralité Modou Lô vs Lac De Guiers 2 caméra LUTTETV.COM », 1er 28 2018 (consulté le 7 mai 2018).